# Bacteriología

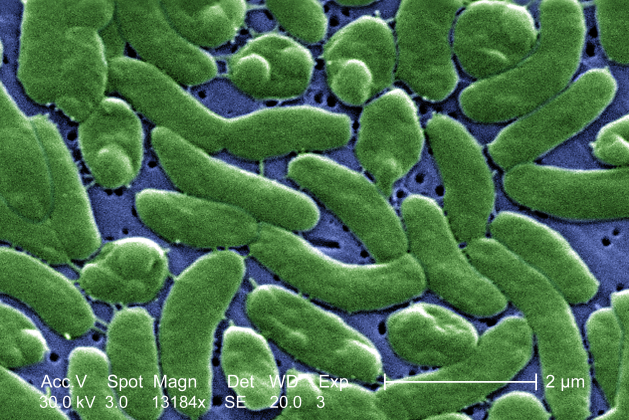
Bacteria Vibrio vulnificus.

La bacteriología es la rama y especialidad de la biología que estudia la morfología, ecología, etología, genética y bioquímica de los procariotas (bacterias y arqueas) así como muchos otros aspectos relacionados con ellas.
Esta disciplina de la microbiología implica la identificación, clasificación y caracterización de especies bacterianas y arqueanas. Debido a la similitud de pensar y trabajar con microorganismos distintos a los procariotas como los protozoos, algas y hongos unicelulares ha habido una tendencia a que el campo de la bacteriología se extienda como simple microbiología. Los términos anteriormente se usaban indistintamente. Sin embargo, la bacteriología se puede clasificar como una ciencia distinta o como una disciplina dentro la microbiología.
El estudio de la bacteriología comprende dos dominios de vida totalmente diferentes Bacteria y Archaea, los cuales comparten la presencia de células procariotas. Las arqueas anteriormente fueron consideradas bacterias y eran llamadas "arqueobacterias", pero posteriormente los análisis moleculares descubrieron que las arqueas constituyen un dominio separado, estrechamente emparentado con los eucariotas y también relacionado con su origen.

## Introducción
La bacteriología es el estudio de los procariotas y su relación con la medicina y la industria. La bacteriología evolucionó a partir de los médicos que necesitaban aplicar la teoría de los gérmenes para evaluar las preocupaciones relacionadas con el deterioro de alimentos y vinos en el siglo XIX. La identificación y caracterización de bacterias asociadas a enfermedades condujo a avances en la bacteriología patógena. Los postulados de Koch jugaron un papel importante en la identificación de las relaciones entre bacterias y enfermedades específicas. Desde entonces, la bacteriología ha tenido muchos avances exitosos como vacunas efectivas, por ejemplo el toxoide diftérico y el toxoide tetánico. También ha habido algunas vacunas que no fueron tan efectivas y que tienen efectos secundarios, por ejemplo la vacuna contra la fiebre tifoidea. La bacteriología también ha proporcionado el descubrimiento de antibióticos.

## Historia de la bacteriología

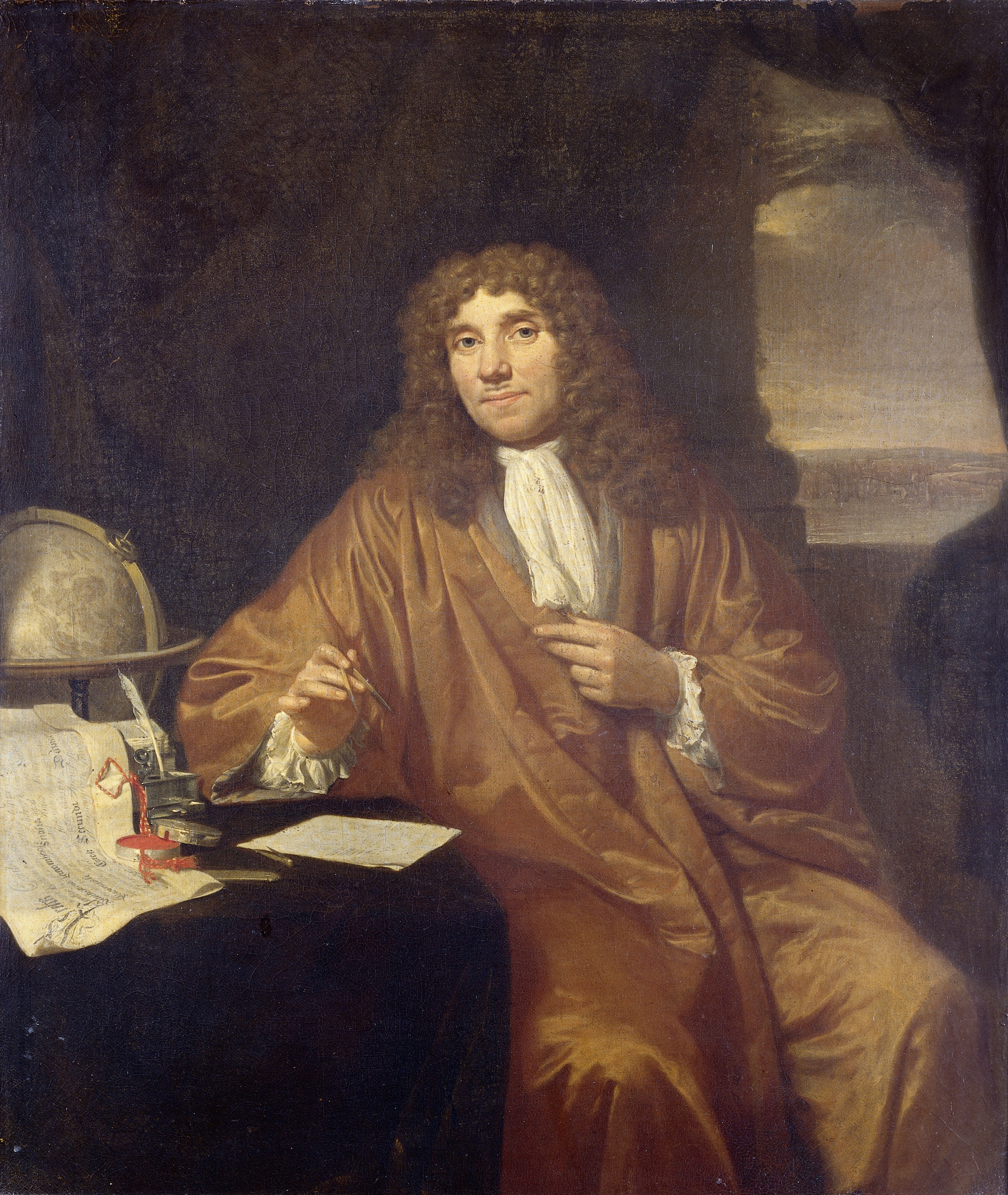
Anton van Leeuwenhoek, la primera persona que observó una bacteria a través de un microscopio.

La existencia de microorganismos fue conjeturada a finales de la Edad Media. En el Canon de medicina (1020), Abū Alī ibn Sīnā (Avicena) planteaba que las secreciones corporales estaban contaminadas por multitud de cuerpos extraños infecciosos antes de que una persona cayera enferma, pero no llegó a identificar a estos cuerpos como la primera causa de las enfermedades. Cuando la peste negra (peste bubónica) alcanzó al-Ándalus en el siglo XIV, Ibn Khatima e Ibn al-Jatib escribieron que las enfermedades infecciosas eran causadas por entidades contagiosas que penetraban en el cuerpo humano. Estas ideas sobre el contagio como causa de algunas enfermedades se volvió muy popular durante el Renacimiento, sobre todo a través de los escritos de Girolamo Fracastoro.
Las primeras bacterias fueron observadas por el neerlandés Anton van Leeuwenhoek en 1676 usando un microscopio de lente simple diseñado por él mismo. Inicialmente las denominó animálculos y publicó sus observaciones en una serie de cartas que envió a la Royal Society de Londres. El médico vienés Marcus von Plenciz (1705-1786) afirmó que las enfermedades contagiosas eran causadas por los pequeños organismos descubiertos por Leeuwenhoek. El nombre de bacteria fue introducido más tarde, en 1828, por Christian Gottfried Ehrenberg, y deriva del griego βακτήριον bacterion, que significa bastón pequeño. En 1835 Agostino Bassi, pudo demostrar experimentalmente que la enfermedad del gusano de seda era de origen microbiano, y después dedujo que otras muchas enfermedades como el tifus, la sífilis y el cólera tendrían un origen análogo. En las clasificaciones de los años 1850 todavía eran considerados «animálculos».
El campo de la bacteriología (más tarde una subdisciplina de la microbiología) fue fundado por Ferdinand Cohn (1828-1898), un botánico alemán cuyos estudios sobre algas y bacterias fotosintéticas lo llevaron a describir muchas bacterias, algunas ya descubiertas, como Bacillus y Beggiatoa y otras descubiertas por él, como Crenothrix polyspora. Cohn fue el primero en formular un esquema para la clasificación taxonómica de las bacterias, en Untersuchungen über Bacterien [Estudios sobre bacterias, 1872] y Neue Untersuchungen über Bakterien [Nuevos estudios sobre bacterias, Bonn, 1872-1875] y en descubrir las endosporas. Cohn ubicó a las bacterias en el reino vegetal y en 1875 las denominó Schizophyta, dividiéndolas en dos grupos: Schizophyceae (de schizo=partición, phyceae=alga) o algas verdeazuladas (modernamente cianobacterias) y Schizomycetes o Schizomyceae (de schizo=partición, myco=hongo).

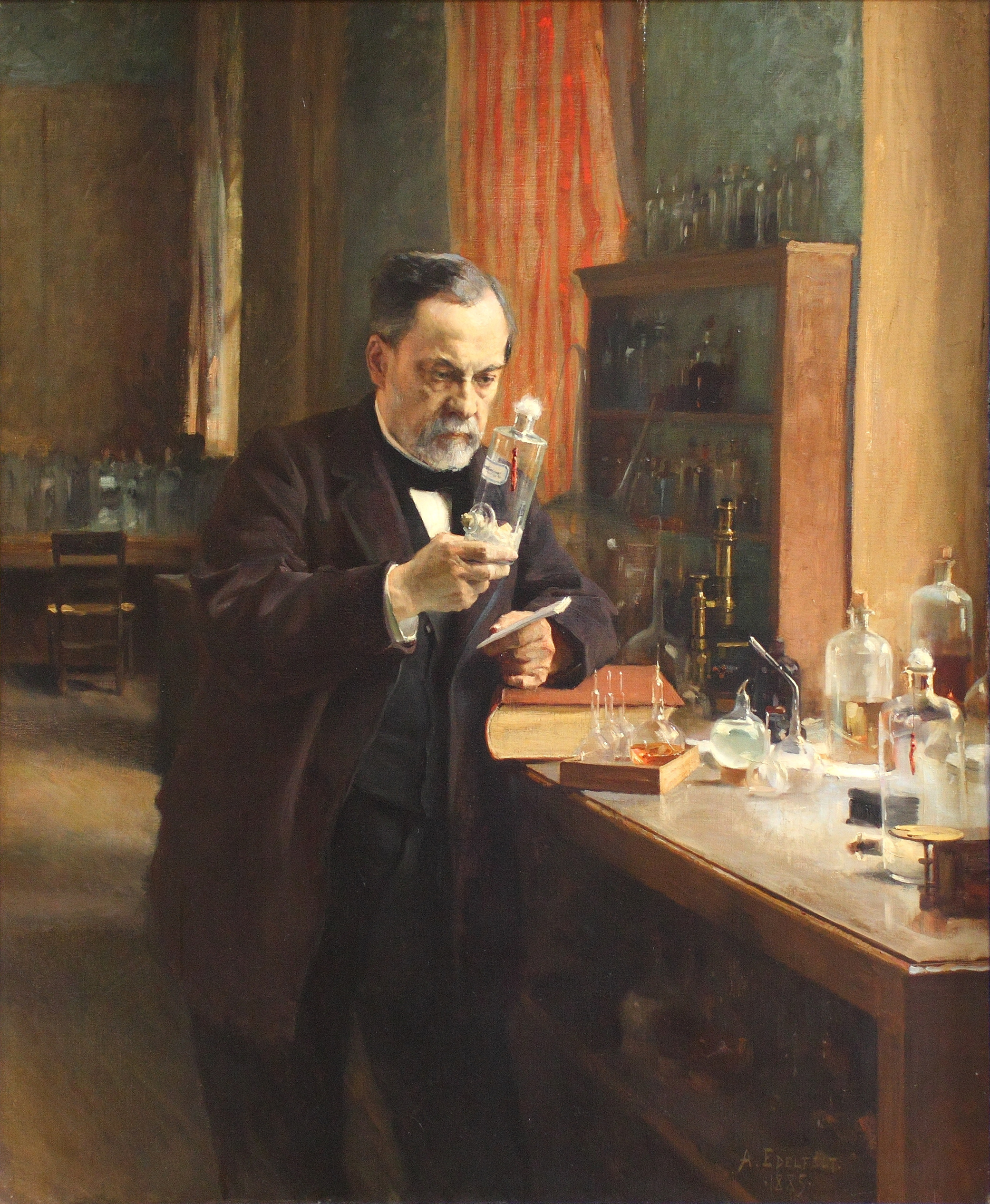
Louis Pasteur en su laboratorio (1885). La innovadora cristalería de laboratorio y los métodos experimentales desarrollados por Louis Pasteur y otros biólogos contribuyeron al joven campo de la bacteriología a fines del.

Louis Pasteur y Robert Koch fueron contemporáneos de Cohn, y a menudo se les considera, respectivamente, como los padres de la microbiología y de la microbiología médica.
Pasteur demostró en 1859 —en una serie de conocidos experimentos diseñados para refutar la teoría de la generación espontánea, entonces bien establecida—, que los procesos de fermentación eran causados por el crecimiento de microorganismos. Consolidó así la microbiología como una ciencia biológica. (Ni las levaduras, ni los mohos, ni los hongos, organismos normalmente asociados a estos procesos de fermentación, son bacterias).
El descubrimiento de la conexión de los microorganismos con las enfermedades se debe al médico alemán Koch, que introdujo la ciencia de los microorganismos en el campo de la medicina. Identificó las bacterias como la causa de enfermedades infecciosas —como el cólera, el carbunco y la tuberculosis— y del proceso de fermentación en enfermedades, probando que enfermedades específicas eran causadas por microorganismos patógenos específicos. Koch contribuyó a probar la teoría microbiana de la enfermedad al ser uno de los primeros científicos en centrarse en el aislamiento de bacterias en cultivo puro, lo que permitió la descripción de varias bacterias novedosas, incluida Mycobacterium tuberculosis, el agente causante de la tuberculosis. Fue por esto galardonado con el premio Nobel en Medicina y Fisiología, en el año 1905. Estableció los que se han denominado desde entonces como postulados de Koch, una serie de criterios experimentales para probar si un organismo era o no el causante de una determinada enfermedad. Estos postulados se siguen utilizando hoy en día.
Tanto Koch como Pasteur desempeñaron un papel en la mejora de la antisepsia en el tratamiento médico —con un enorme efecto positivo en la salud pública y una mejor comprensión del cuerpo y las enfermedades— y reconocieron la importancia de las bacterias, lo que condujo a un estudio sobre la prevención y el tratamiento de enfermedades mediante vacunas. El propio Pasteur descubrió vacunas contra varias enfermedades bacterianas como el ántrax, el cólera de las aves y la rabia y también puso a punto métodos para la conservación de alimentos (pasteurización). Uno de los estudiantes de Pasteur, Adrien Certes, es considerado el fundador de la microbiología marina.
En 1870-1885 se introdujeron los métodos modernos de la técnica de bacteriología mediante el uso de tinciones y el método de separación de mezclas de organismos en placas de medios nutritivos. Aunque a finales del siglo XIX ya se sabía que las bacterias eran causa de multitud de enfermedades, no existían tratamientos antibacterianos para combatirlas. En 1882 Paul Ehrlich, pionero en el uso de tintes y colorantes para detectar e identificar bacterias, descubrió la tinción del bacilo de Koch (tinción de Ziehl Neelsen) que poco después fue perfeccionada por Ziehl y Neelsen independientemente.
En 1884 se descubrió la tinción de Gram. Ehrlich recibió el premio Nobel en 1908 por sus trabajos en el campo de la inmunología y en 1910 desarrolló el primer antibiótico por medio de unos colorantes capaces de teñir y matar selectivamente a las espiroquetas de la especie Treponema pallidum, la bacteria causante de la sífilis.
Sin embargo, los trabajos de Pasteur y Koch a menudo no reflejaban con precisión la verdadera diversidad del mundo microbiano debido a su enfoque exclusivo en los microorganismos que tenían relevancia médica directa. Hasta finales del siglo XIX, con los trabajos de Martinus Beijerinck (1851-1931) y Serguéi Vinogradski (1856-1953), no se reveló la verdadera amplitud de la microbiología. Beijerinck hizo dos contribuciones importantes a la microbiología: el descubrimiento de los virus y el desarrollo de técnicas de cultivo de enriquecimiento. Si bien su trabajo sobre el virus del mosaico del tabaco estableció los principios básicos de la virología, fue su desarrollo del cultivo de enriquecimiento el que tuvo el impacto más inmediato en la microbiología al permitir el cultivo de una amplia gama de microbios con fisiologías muy diferentes. Vinogradski fue el primero en desarrollar el concepto de quimiolitotrofia y, de este modo, reveló el papel esencial que desempeñan los microorganismos en los procesos geoquímicos. Fue el responsable del primer aislamiento y descripción de las bacterias nitrificantes y las bacterias fijadoras de nitrógeno. El microbiólogo francocanadiense Felix d'Herelle codescubrió los bacteriófagos en 1917 y fue uno de los primeros microbiólogos aplicados.
Un gran avance en el estudio de las bacterias fue el descubrimiento realizado por Carl Woese en 1977, de que las arqueas presentan una línea evolutiva diferente a la de las bacterias. Esta nueva taxonomía filogenética se basaba en la secuenciación del ARN ribosómico 16S y dividía a los procariotas en dos grupos evolutivos diferentes, en un sistema de tres dominios: Archaea, Bacteria y Eukarya.

### Descubrimientos de bacterias de importancia médica (primeras descripciones)
- 1873: Mycobacterium leprae por Gerhard Armauer Hansen
- 1875: Clostridium chauvoei (Syn. C. feseri) por Johann Feser
- 1876: Bacillus anthracis por Robert Koch
- 1877: Clostridium septicum por Louis Pasteur, Jules Joubert
- 1879: Neisseria gonorrhoeae por Albert Neisser
- 1880: Salmonella typhi por Karl Joseph Eberth

Erysipelothrix muriseptica por Robert Koch
- 1882: Mycobacterium tuberculosis por Robert Koch

Burkholderia mallei (Syn. Malleomyces m.) por Friedrich Loeffler y Wilhelm Schütz
Streptococcus pyogenes por Friedrich Fehleisen
- 1883: Vibrio cholerae por Robert Koch

Corynebacterium xerosis por Albert Neisser y S. Kuschbert
- 1884: Corynebacterium diphtheriae por F. Loeffler

Clostridium tetani por Arthur Nicolaier
- 1885: Mycobacterium smegmatis por E. Alvarez y Ernst Tavel,

Salmonella choleraesuis por Daniel Elmer Salmon
Corynebacterium pseudotuberculosis por Edmond Nocard
- 1886: Streptococcus pneumoniae (Syn. Diplococcus p.) por Albert Fraenkel (Mediziner, 1848) y Anton Weichselbaum

Erysipelothrix rhusiopathiae por Friedrich Loeffler
- 1887: Neisseria meningitidis por Anton Weichselbaum

Corynebacterium pseudodiphthericum por Franz Adolf Hofmann
Streptococcus agalactiae por E. Nocard y Hyacinthe Mollereau
- 1888: Salmonella enteritidis por August Gärtner
- 1891: Salmonella typhimurium por Friedrich Loeffler
- 1892: Micrococcus epidermidis por William Henry Welch

Moraxella catarrhalis (Syn. Branhamella catarrhalis, Neisseria c.) por Seifert y Richard Pfeiffer
Clostridium perfringens por William Henry Welch y George Nuttal
- 1893: Arcanobacterium pyogenes por Adrien Lucet
- 1894: Clostridium novyi por Frederick G. Novy
- 1896: Mycobacterium bovis por Theobald Smith

Clostridium botulinum durch Emile van Ermengem
- 1897: Propionibacterium acnes (Syn. Corynebacterium acnes) por Raymond Sabouraud
- 1898: Shigella dysenteriae por Kiyoshi Shiga

Mycoplasma por E. Nocard, Émile Roux
- 1900: Salmonella paratyphi B por Hugo Schottmüller

Shigella flexneri (Syn. S. paradysenteriae B) por Simon Flexner y Richard Pearson Strong
Shigella boydii por Mark Frederick Boyd
- 1903: Enterococcus faecalis (Syn. Streptococcus f.) por Theodor Escherich
- 1905: Treponema pallidum por Fritz Schaudinn, Erich Hoffmann

Treponema pertenue durch Aldo Castellani
- 1907: Shigella sonnei D por Walter Kruse, Carl Olaf Sonne

Chlamydia trachomatis por Ludwig Halberstaedter y Stanislaus von Prowazek
- 1910: Micrococcus denitrificans por Martinus Beijerinck
- 1983: Helicobacter pylori por Barry Marshall y John Robin Warren